# Discosomaticinae
Sous-famille
Les Discosomaticinae sont une sous-famille d'opilions laniatores de la famille des Cosmetidae.

## Distribution
Les espèces de cette sous-famille se rencontrent en Amérique du Sud.

## Liste des genres
Selon World Catalogue of Opiliones (14/07/2021) :
- Bodunius Mello-Leitão, 1935
- Discosomaticus Roewer, 1923
- Fortalezius Roewer, 1947
- Gryne Simon, 1879
- Metagryne Roewer, 1912
- Paragryne Roewer, 1912
- Paraprotus Roewer, 1912
- Protus Simon, 1879
- Roquettea Mello-Leitão, 1931
- Sibambea Roewer, 1917

## Publication originale
- Roewer, 1923 : Die Weberknechte der Erde. Systematische Bearbeitung der bisher bekannten Opiliones. Gustav Fischer, Jena, p. 1-1116 (texte intégral).